# Buchloe
Buchloe település Németországban, azon belül Bajorországban. Lakosainak száma 14 119 fő (2023. december 31.).

## Népesség
A település népessége az elmúlt években az alábbi módon változott:
| Lakosok száma | 1283 | 5224 | 8337 | 8640 | 12 076 | 12 367 | 12 667 | 13 005 | 13 668 | 14 119 |
|               | 1875 | 1950 | 1975 | 1987 | 2012   | 2014   | 2016   | 2017   | 2021   | 2023   |